# 矢農友里恵
矢農 友里恵（やのう ゆりえ、1988年10月22日 - ）は、北海道帯広市出身の元日本プロバスケットボール選手。ポジションはシューティングガードでW.LEAGUEのトヨタ自動車アンテロープスに所属していた。

## 来歴
2004年、函館大柏稜高に進み、1年時から全国（インターハイ、国体、ウインターカップ）で活躍。
2007年、拓殖大に進み、1年時から全国（インカレ）で活躍。2年時と4年時には優勝（4年時にはユニバーシアード日本代表にも選出されている）。
2011年、拓殖大の同期森ムチャと共にトヨタ自動車に入団。
2015年、引退。

## 経歴
函館大柏稜高 - 拓殖大 - トヨタ自動車（2011年〜2015年）

## 日本代表歴
- 2009年ユニバーシアード